# Hannes Schroll
Hannes Schroll (* 13. Juni 1909 in Wörgl; † 5. April 1985 in Redwood City, Kalifornien) war ein österreichischer alpiner und nordischer Skisportler. Er feierte ab Ende der 1920er-Jahre zahlreiche Siege bei nationalen und internationalen Wettkämpfen, zunächst vor allem im Skispringen und später in Abfahrt und Slalom. 1935 wanderte er in die USA aus, wo er als Skilehrer arbeitete und das Sugar Bowl Ski Resort aufbaute.

## Werdegang

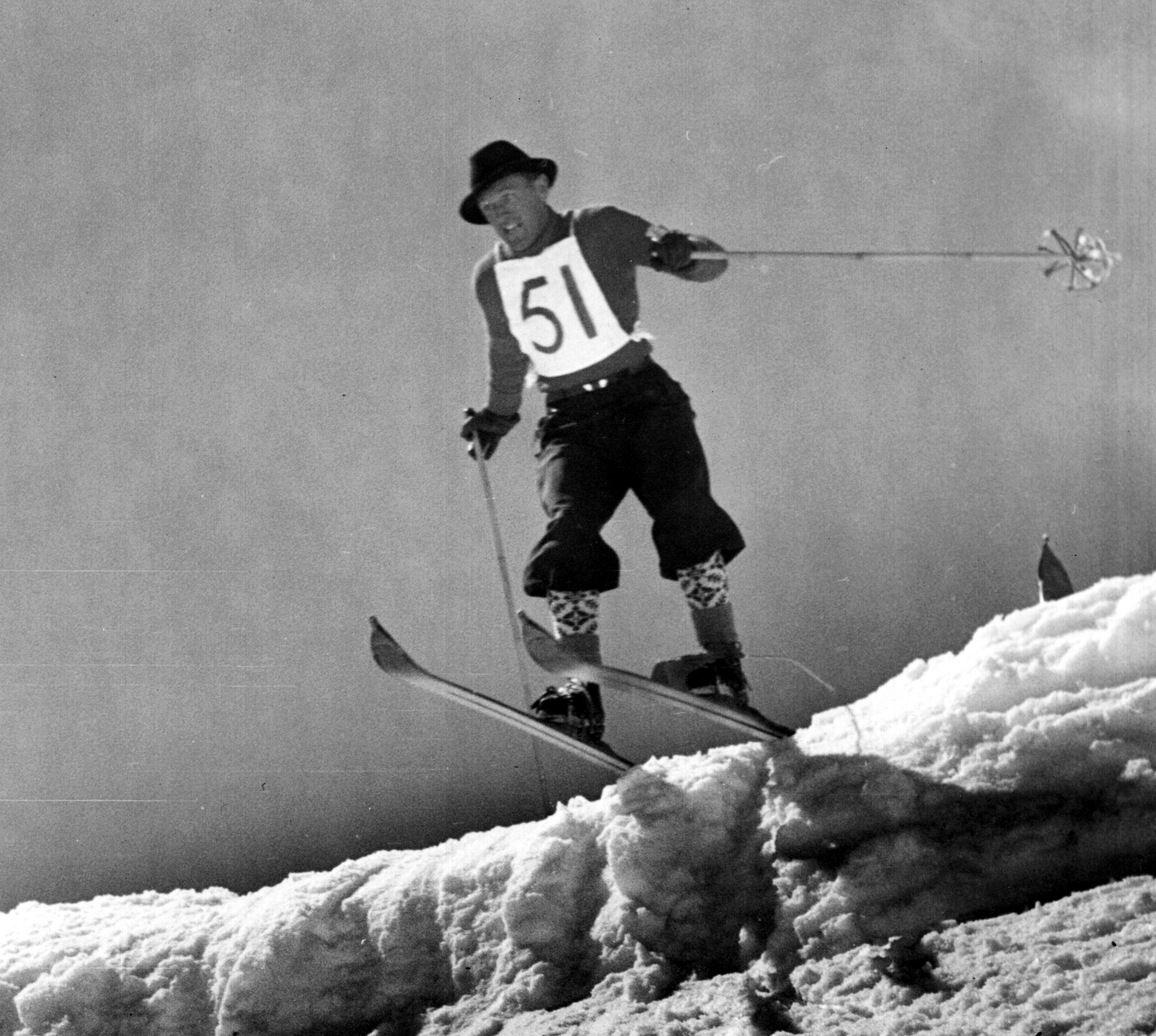
Hannes Schroll bei den US-Meisterschaften 1935 am Mount Rainier.

Schroll wurde im Tiroler Wörgl geboren und kam schon früh nach Bischofshofen im Bundesland Salzburg, wo er aufwuchs. Er begann im Alter von acht Jahren mit dem Skilauf und entwickelte sich zu einem Allrounder, der sowohl in den alpinen (Abfahrt, Slalom) als auch den nordischen Disziplinen (insbesondere im Sprunglauf) gute Resultate erreichte. In seiner Jugend arbeitete er als Bauschlosser, Kraftwagenfahrer und Streckenwärter bei der Bahn. Die oft lange Freizeit während der Wintermonate nutzte er, um sein skisportliches Können zu verbessern.
Schroll gehörte zunächst der Skivereinigung Bischofshofen an und bestritt als 15-Jähriger seine ersten Wettkämpfe in der Jugendklasse. Er gewann mit 16 Jahren den Sprunglauf beim österreichischen Jugendskitag in Bad Mitterndorf und wurde 1927, im Alter von 17 Jahren, Salzburger Jugendmeister im Sprunglauf. Nach der Auflösung der Skivereinigung Bischofshofen schloss sich Schroll 1929 dem Skiclub in Radstadt an, wo er im selben Jahr einen Schanzenrekord von 45 Metern sprang. Die ersten Siege in der Allgemeinen Klasse feierte er ebenfalls 1929 bei zwei Springen in Bad Hofgastein und Johanngeorgenstadt. 1930 gewann er ein Springen in Klosters ebenso wie einen Slalom in Mitterberg. Im Winter 1931 wurde Schroll österreichischer Meister im Skispringen. Zudem gewann er Abfahrten in Schwaz und am Schneeberg, einen Slalom in Zell am See, die Nordische Kombination in Innsbruck und erneut das Springen in Klosters. Bei den FIS-Rennen in Mürren wurde er 12. im Slalom und 14. in der Abfahrt. Die inoffizielle „lange“  Abfahrt beendete er an 11. Position.
Im Winter 1932 gewann Schroll ein Springen in Bad Gastein, konzentrierte sich aber vorrangig auf seine Tätigkeit als Skilehrer, sowohl in seiner eigenen Skischule auf der Kanzelhöhe als auch andernorts im In- und Ausland. Er blieb im Winter 1933 deshalb ohne größeren Sieg, erreichte aber beispielsweise zweite Plätze in der Abfahrt der österreichischen Meisterschaften in Kitzbühel und bei einem Springen im selben Ort. Bei den FIS-Rennen 1933 in Innsbruck wurde er in den nordischen Disziplinen 38. in der Kombination und 41. im Sprunglauf, während er in den alpinen Disziplinen in der inoffiziellen Spezialabfahrt („lange Abfahrt“) 14. wurde, in den eigentlichen WM-Rennen aber nicht zum Einsatz kam. Schroll konzentrierte sich nun zunehmend auf den alpinen Skisport und feierte im Winter 1934 wichtige Siege im Riesenslalom auf der Marmolata sowie in Slalom und Kombination von Abetone. Zudem gewann er am Schneeberg den Slalom der österreichischen Meisterschaften, der ihm mit einem siebten Platz in der Abfahrt den dritten Rang in der Meisterschaftswertung brachte.
Im Winter 1935 wurde Schroll von Kanzler Kurt Schuschnigg als Österreichs Repräsentant bei den offenen alpinen Meisterschaften der Vereinigten Staaten am Mount Rainier in Washington bestimmt, bei denen neben einer Abfahrt, in der es schon 1933 und 1934 US-Titelkämpfe gab, erstmals Slalom und Kombination ausgetragen wurden. Schroll war einer der ersten europäischen Spitzenläufer in den USA, gewann Abfahrt und Slalom in überlegener Manier und sicherte sich damit auch den Meistertitel in der Kombination vor dem US-Amerikaner Dick Durrance. Einer der Beobachter des Wettkampfes war Donald Tresidder, Präsident der Yosemite Park & Curry Co., der Schroll an Ort und Stelle als neuen Leiter der Skischule am Badger Pass im Yosemite-Nationalpark engagierte.
Schroll genoss große Popularität in den USA und wurde nach seinem Sieg bei den US-Meisterschaften mit den Silver Skis ausgezeichnet. Er nahm neben seiner Tätigkeit als Skilehrer noch mehrere Jahre an einzelnen Rennen teil und leitete die Skischule in Yosemite bis 1938, ehe er sich einem neuen Projekt, dem Aufbau einer Skistation am Mount Lincoln in Kalifornien, widmete. Das Sugar Bowl Ski Resort wurde am 15. Dezember 1939 eröffnet und blieb bis 1945 unter der Leitung Schrolls. Er veranstaltete dort 1940 erstmals den Silver Belt, der zu einem der damals bekanntesten Skirennen in den USA wurde.
Schroll brachte es zu beachtlichem finanziellen Wohlstand und heiratete 1943 Maud Hill, die Tochter des Präsidenten der Great Northern Railway Louis W. Hill und Enkelin des Eisenbahnmagnaten James J. Hill. Das Paar hatte zwei Kinder und lebte in Kalifornien, zunächst auf einer kleinen Farm in Palo Alto und später einer größeren Ranch in Hollister, wo sich Schroll erfolgreich der Zucht von Rennpferden widmete. Er verstarb 1985 im Alter von 75 Jahren in Redwood City, zwölf Jahre vor seiner Frau. Für seine Verdienste um den Skisport in den Vereinigten Staaten wurde Schroll 1966 in die U.S. Ski Hall of Fame aufgenommen.